# Metropolie Španělsko a Portugalsko
Metropolie Španělsko a Portugalsko je jedna z metropolií Konstantinopolského patriarchátu.

## Historie a současnost
Roku 1949 byla oficiálně zřízena pravoslavná farnost. Vzhledem k absenci chrámu se bohoslužby konaly v bytě. Farnost se skládala z Řeků a Slovanů. Od 20. let 20. století spadalo Španělsko a Portugalsko pod jurisdikci archiepiskopie Thyateira a později metropolie Francie. Roku 1970 byl zakoupen pozemek v Madridu, kde byl vystavěn katedrální chrám svatého Ondřeje. Roku 1991 získala pravoslavná komunita oficiální statut Řecké pravoslavné církve Španělska.
Dne 20. ledna 2003 byla na území Španělska a Portugalska vytvořena samostatná španělská a portugalská metropolie.
K roku 2019 měla 49 farností ve Španělsku a 20 farností v Portugalsku, přičemž významnou část jejich farníků tvoří etničtí Ukrajinci. Ve Španělsku sloužilo 28 duchovních a v Portugalsku 16 duchovních.

## Seznam metropolitů
- 2003–2007 Epifanios (Perialas)
- 2007–2021 Polykarpos (Stavropoulos)
- od 2021 Vissarion (Komzias)